# Pleurocerina luteiceps
Pleurocerina luteiceps är en tvåvingeart som beskrevs av Schneider 2010. Pleurocerina luteiceps ingår i släktet Pleurocerina och familjen stekelflugor. Inga underarter finns listade i Catalogue of Life.